# Мерзорг
Мерзорг (нидерл. Meerzorg, сранан-тонго Ansoe) — коммуна в округе Коммевейне в Суринаме, пригород Парамарибо. Город расположен на восточном берегу реки Суринам, напротив Парамарибо.

## История и инфраструктура
Мерзорг был основан как плантация. Он стал известен после захвата плантации французами в 1712 году, и за первый экспорт кофе из колонии.
Раньше, жители Парамарибо или Мерзорга должны были плыть на пароме, дабы попасть в точку на другом берегу реки. Но после завершения строительства моста Жюля Вейденбоса в 2000 году, Мерзорг быстро расцвел.
Помимо всего прочего, в Мерзорге есть кинотеатр в стиле ар-деко, построенный из дерева, новый плавательный бассейн и интернет-кафе. В Мерзорге располагается центральный автовокзал в округе Коммевейне.